# Föhren
Föhren település Németországban, Rajna-vidék-Pfalz tartományban. Lakosainak száma 3127 fő (2023. december 31.).

## Népesség
A település népességének változása:
| Lakosok száma | 2318 | 2691 | 2812 | 2858 | 3037 | 3084 | 3127 |
|               | 1975 | 2012 | 2017 | 2019 | 2021 | 2022 | 2023 |